# 暗色底尾鱈
暗色底尾鱈，為輻鰭魚綱鱈形目鼠尾鱈科的其中一種。分布於印度洋區，包括亞丁灣及馬爾地夫等海域，屬深海魚類，棲息深度在797至1295公尺，體長可達36公分。

## 扩展阅读
維基物種上的相關：暗色底尾鱈